# Cara o creu
El cara o creu és un joc d'atzar entre dues parts que pronostiquen la posició en què restarà una moneda després de ser llançada a l'aire. Els dos jugadors decideixen opcions contràries entre cara o creu i, en llençar la moneda, guanya qui ha encertat quina de les dues parts ha quedat boca amunt. Al Rosselló es coneix el mateix joc amb la locució Sant Joan o barres.
En una tirada de cara o creu hi participen dos bàndols, només un dels quals en sortirà vencedor, amb una probabilitat teòrica del 50% per cada un. Aquest equilibri entre la probabilitat de les dues parts, juntament amb la simplicitat i quotidianitat del joc, va fer que s'espengués des de l'antiga Roma i encara sigui utilitzat freqüentment. És un mecanisme per prendre decisions o sortejar, tant a nivell informal com formal. De fet, és d'ús comú en esports de pilota per decidir quin dels dos equips tria el camp en què jugarà o en quina part sacarà.
Existeixen diferents variants d'aquest joc que permeten canviar el nombre de jugadors, adaptar-lo a les noves tecnologies o d'altres que modifiquen la manera de dur-lo a terme. En general, el joc es durà a terme assegurant-se de mantenir la incertesa del resultat fins a l'últim moment.

## Història
El joc d'atzar de tirar monedes era conegut pels romans com a navia aut caput (vaixell o cap).

## Procés
Durant un llançament de moneda, aquesta es llança a l'aire de manera que faci un nombre impredictible de voltes. Una de les parts interessades, bé prèviament o mentre la moneda és a l'aire, anuncia "cara" o "creu", indicant així quin costat de la moneda escull. A l'altra part li correspon el costat contrari. Segons la tradició, es pot atrapar la moneda, atrapar-la i girar-la, o deixar que caigui a terra. Quan la moneda s'atura, el llançament conclou i la part que encerta o obté el costat superior s'anuncia com la guanyadora.
La moneda pot caure de costat, habitualment després de colpejar algun objecte (per exemple, una bota) o quedant encallada a terra. No obstant, fins i tot en una superfície plana, la moneda pot caure de costat. Un model computacional mostra que la probabilitat que la moneda caigui de costat i romangui així és d'aproximadament 1 entre 6000.

## Ús en la resolució de disputes
El llançament de moneda és un mètode simple i imparcial per resoldre disputes o escollir entre dues o més opcions arbitràries. En la teoria de jocs, aquest mètode ofereix igualtat d'oportunitats a ambdues parts, requereix poc esforç i evita que la disputa es transformi en un conflicte. El llançament de moneda s'utilitza àmpliament en esports i altres jocs per determinar factors arbitraris, com ara quin costat del camp ocuparà un equip o quina banda atacarà o defensarà al començament del joc; aquestes decisions poden afavorir una de les parts o ser neutrals. La decisió pot estar influenciada per factors com la direcció del vent, la posició del sol i altres condicions. En esports d'equip, sovint el capità pren la decisió, mentre que l'àrbitre o jutge sol supervisar aquestes accions. En algunes situacions, en lloc de llançar, s'utilitza un mètode competitiu, per exemple, en bàsquet s'utilitza una pilota d’inici, mentre que el servei o faceoff fa un paper similar en hoquei sobre gel.

## En la cultura popular
- En català, es fa servir l'expressió a cara o creu per indicar un esdeveniment amb dos resultats possibles que tenen probabilitats pròximes a 1/2 d'ocórrrer, o bé per indicar una situació arriscada que depèn de l'atzar. En altres llengües del món també s'utilitzen expressions similars.[13]
- Lleó Borrell i Gambús i Josep Maria Andreu i Forns compongueren la cançó A cara o creu, que popularitzà Lluís Llach amb la seva interpretació.[14]